# Nové Údolí

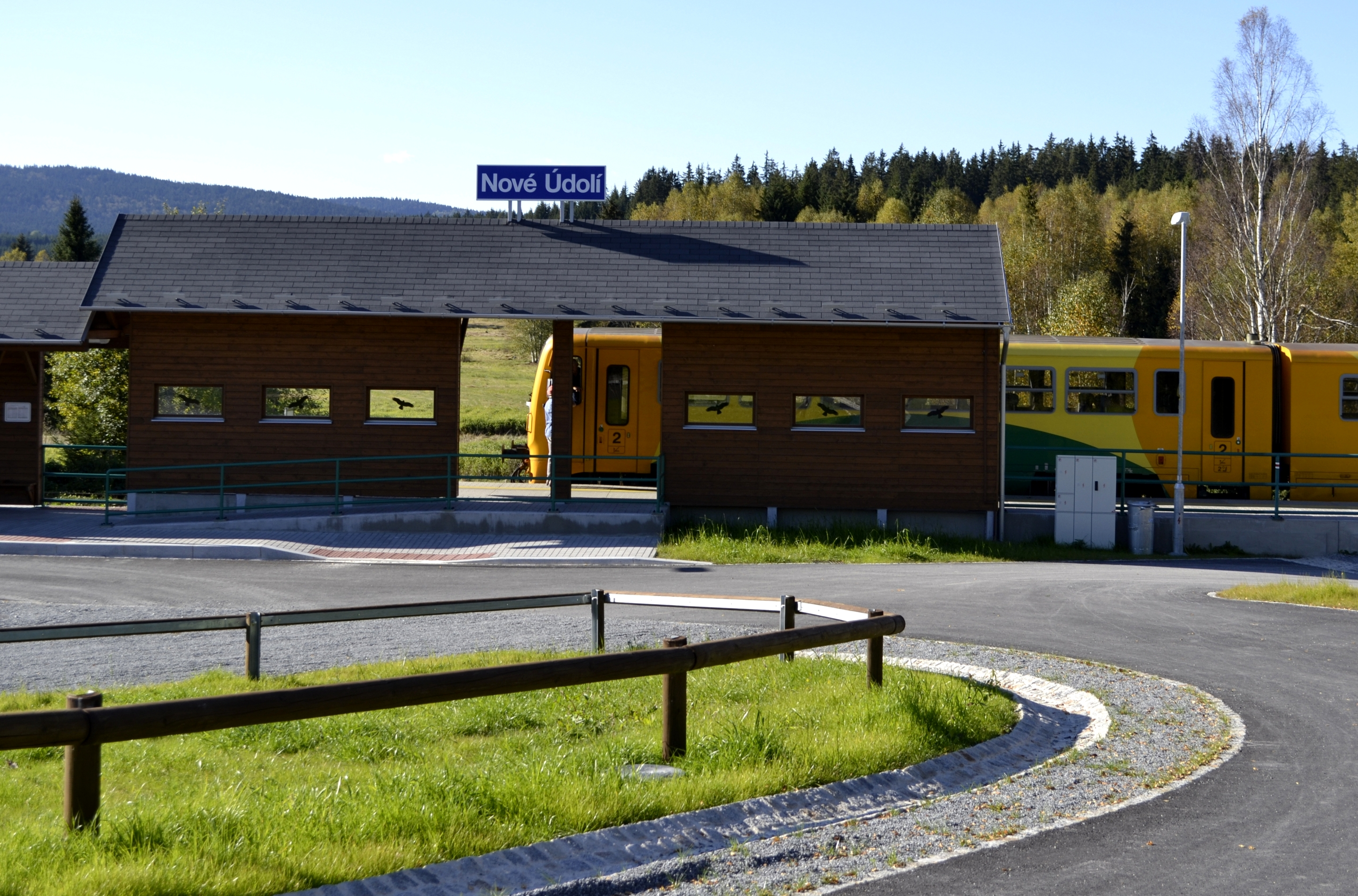
Bahnhof Nové Údolí

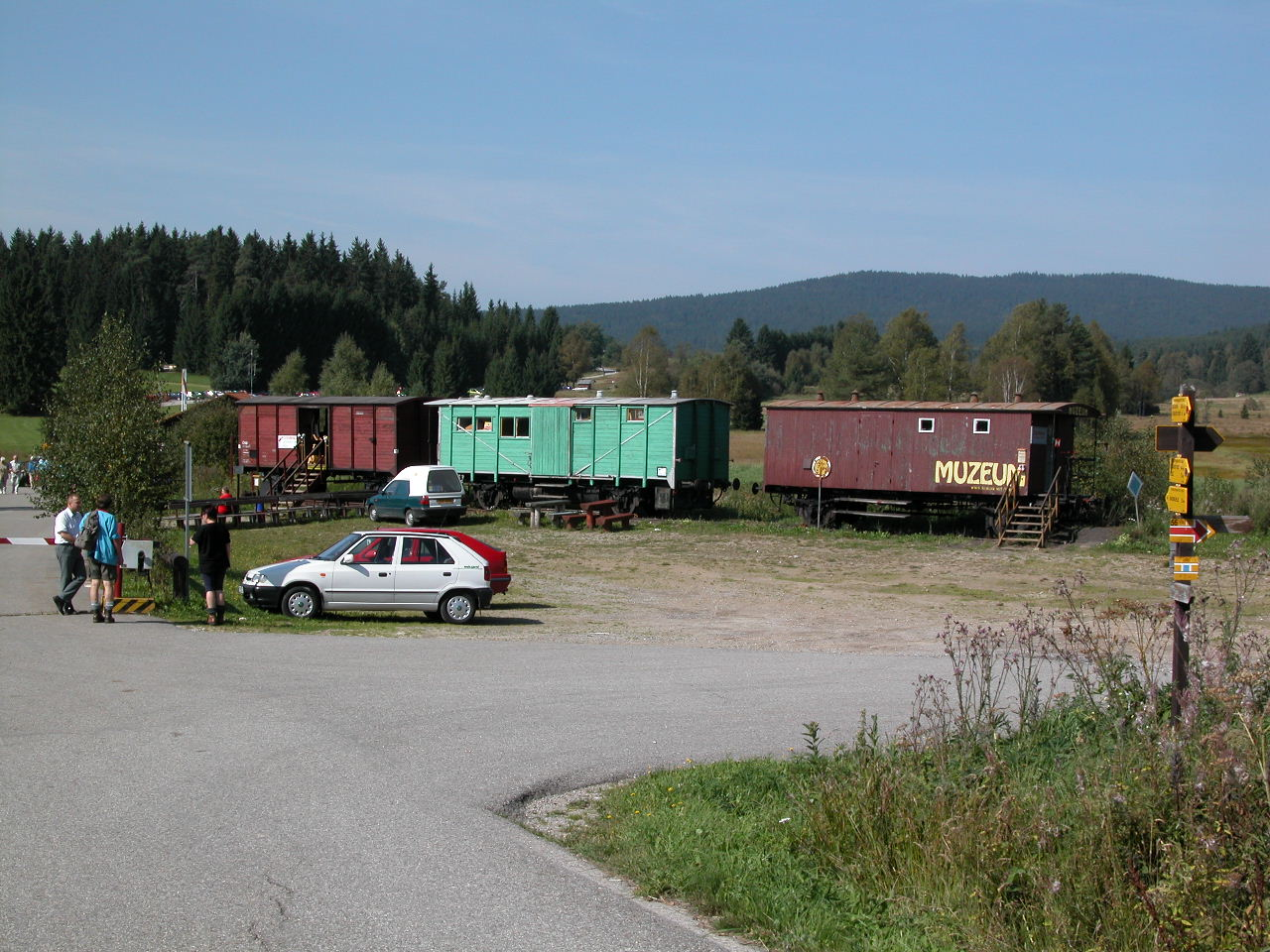
Eisenbahnmuseum

Nové Údolí (deutsch Neuthal) ist eine Grundsiedlungseinheit der Gemeinde Stožec in Tschechien. Das erloschene Dorf liegt zwölf Kilometer südwestlich von Volary bzw. 19 Kilometer nordwestlich von Horní Planá direkt an der deutschen Grenze und gehört zum Okres Prachatice.

## Geographie
Nové Údolí befindet sich rechtsseitig der Kalten Moldau/Studená Vltava zwischen den Einmündungen des Grenzbaches Ruttenbach/Údolský potok und der Světlá (Lichtwasser) im Böhmerwald. Der Ort liegt im Nationalpark Šumava. Nördlich erheben sich der Kapraď (Farrenberg, 1026 m) und der Tok (873 m), im Osten der Große Eselwald (963 m), südöstlich die Kamenná (Steinkopf, 978 m), die Václavova hora (Forstwenzelberg, 1030 m) und der V pařezí (1146 m), im Süden der Spitzenberg/Špičák (1021 m) und der Dreisesselberg (1333 m), südwestlich der Hackelberg (1044 m), im Westen der Haidel (1166 m) sowie nordwestlich der Lichtenberg (1028 m). Nové Údolí ist heutiger Endpunkt der Bahnstrecke Číčenice–Haidmühle.
Nachbarorte sind České Žleby im Norden, Stožec im Nordosten, Jelení und Nová Pec im Südosten, Frauenberg im Südwesten, Ludwigsreut und Haidmühle im Westen sowie Theresienreut, Auersbergsreut und die Wüstungen Na Spálenci (Brandhäuser) und Krásná Hora (Schönberg) im Nordwesten.

## Geschichte

### 19. Jahrhundert
Die Holzfällersiedlung wurde um 1800 am nördlichen Fuße des Spitzenberges unmittelbar an der zu dieser Zeit genau bestimmten böhmisch-passauischen Grenze in den Wäldern der den Fürsten Schwarzenberg gehörigen Allodialherrschaft Krumau angelegt. Die erste schriftliche Erwähnung der zunächst als Spitzenberg bezeichneten Siedlung erfolgte 1793. 1823 standen in der Streusiedlung 23 Häuser.
Im Jahre 1840 bestand das Dominikaldorf Neuthal, auch Spitzenberg bei Böhmisch-Röhren genannt, aus 25 Häusern mit 231 Einwohnern. Die Bewohner waren Holzhauer. Im Ort gab es ein fürstliches Jägerhaus. Das Neuthaler Revier, eines der 19 Forstreviere der Herrschaft, bewirtschaftete Waldgebiete mit einer Fläche von 4632 Joch 625 Quadratklafter. An der Kalten Moldau befand sich die Dominikalmühle „Neumühle“. Pfarrort war Böhmisch-Röhren (České Žleby). Bis zur Mitte des 19. Jahrhunderts blieb Neuthal der Allodialherrschaft Krumau untertänig.
Nach der Aufhebung der Patrimonialherrschaften bildete Neuthal ab 1850 einen Ortsteil der Gemeinde Neuofen im Gerichtsbezirk Oberplan. Ab 1868 gehörte das Dorf zum Bezirk Krumau. Im Jahre 1884 wurde auf der bayerischen Seite der Grenze ein Zollamt eingerichtet. Nach der Bildung der Gemeinde Tusset kam Neuthal 1898 als Ortsteil zu Tusset.

### 20. Jahrhundert
Zwischen 1908 und 1910 verlängerten die Vereinigten Böhmerwald-Lokalbahnen die Bahnstrecke Wodňan–Wallern über Neuthal bis ins bayerische Haidmühle und stellten am Schwarzen Kreuz einen Anschluss mit der Strecke Budweis–Oberplan her. Mit der Inbetriebnahme der von den Königlich Bayerischen Staatseisenbahnen errichteten Bahnstrecke Waldkirchen–Haidmühle war ab November 1910 eine Bahnverbindung zwischen Passau und Budweis bzw. Prachatitz hergestellt; Grenzbahnhof war der Bahnhof Haidmühle. Zu dieser Zeit bestand Neuthal aus 34 Häusern und hatte 271 Einwohner, darunter 259 Deutsche. Im Ort gab es ein Forsthaus, ein Hegerhaus und die Neumühle. Mit der Eisenbahn kamen auch zunehmend Ausflügler und Sommerfrischler nach Neuthal. Nach der Gründung der Tschechoslowakei wurden in Neuthal eine Station der tschechoslowakischen Gendarmerie und eine der Finanzwache eingerichtet. 1921 lebten in den 35 Häusern von Neuthal 273 Personen. Der tschechische Ortsname Nové Údolí wurde 1924 eingeführt. 1930 war Neuthal auf 40 Häuser angewachsen und hatte 298 Einwohner. Zur dörflichen Infrastruktur gehörten der Bahnhof, eine Schule, das Schwarzenbergische Forsthaus, die Gendarmeriestation und die Finanzwache, zwei Gasthäuser mit Übernachtung, ein Tanzsaal, ein Spritzenhaus und ein Laden. Im Oktober 1938 wurde das Dorf in Folge des Münchner Abkommens dem Deutschen Reich zugeschlagen und gehörte bis 1945 zum Landkreis Prachatitz.
Nach dem Ende des Zweiten Weltkriegs kam Nové Údolí an die Tschechoslowakei zurück und wurde wieder dem Okres Český Krumlov zugeordnet. Der grenzüberschreitende Bahnverkehr nach Bayern wurde eingestellt. Die deutschböhmische Bevölkerung von Nové Údolí wurde auf Grund der Beneš-Dekrete zum großen Teil vertrieben und der Ort mit Tschechen wiederbesiedelt. 1948 wurde Nové Údolí dem Okres Prachatice zugeordnet.
Nach dem Februarumsturz von 1948 wurde entlang der Grenze eine vier Kilometer breite Grenzzone geschaffen. Im Zuge der Errichtung des Eisernen Vorhangs wurden neben Nové Údolí auch die Dörfer Radvanovice, Krásná Hora, Horní Cazov, Dolní Cazov und Na Spálenci abgesiedelt und dem Erdboden gleichgemacht. Die Gleise zwischen dem Bahnhof Nové Údolí und der Staatsgrenze wurden am Kilometer 69,650 herausgerissen. Von Nové Údolí blieb nur eine Scheune erhalten. In der früheren Gendarmeriestation Nové Údolí war ab 1951 eine Rotte des Pohraniční stráž stationiert. Für den Kleinen Grenzverkehr wurde der Grenzübergang Nové Údolí – Haidmühle später wiedereröffnet, er diente ausschließlich dem Holzexport nach Bayern. 1977 wurde auch der Personenverkehr in die Grenzzone eingestellt, die Züge endeten fortan in Stožec. Da der Streckenabschnitt bis Nové Údolí noch für die Ausfuhr von Holz benötigt wurde, blieb er erhalten; er wurde jedoch mit einem Tor abgesperrt und entlang der Gleise Stacheldrahtzäune errichtet. Die Rotte des Pohraniční stráž wurde in den 1980er Jahren in die neue Kaserne nach Stožec verlegt und das Kasernengebäude in Nové Údolí abgebrochen.
Nach der samtenen Revolution wurde am 30. Juni 1990 der Personenzugverkehr bis Nové Údolí wiederaufgenommen. In den 1990er Jahren wurde die Grenze zwischen Nové Údolí und Haidmühle wieder öffentlich für Fußgänger und Radfahrer freigegeben. 1994 entstand der Verein Pošumavská jižní dráha, er ließ symbolisch auf 100 m die Gleise über die Grenze erneuern und nahm auf diesem Anschnitt im Mai 1997 den Museumsbahnbetrieb auf. 1999 erfolgte der Bau der Chata Nové Údolí, die heute als Hotel Nové Údolí firmiert.

### 21. Jahrhundert
Nachdem 2011 die Bahnstrecke Passau–Freyung an Wochenenden wieder eröffnet worden war, wurde im Mai 2017 auch ein Busverkehr entlang der ehemaligen Bahnstrecke nach Nové Údolí eingerichtet, der hier kurz vor der Grenze endete und Anschluss zwischen den Bahnnetzen in Tschechien und Deutschland herstellt. Im Dezember desselben Jahres wechselte der Bahnverkehr in diesem Ort von der tschechischen Bahn zum Bahnunternehmen GW Train Regio. Diese zunächst nur an Betriebstagen der sogenannten Ilztalbahn verkehrende Buslinie auf deutscher Seite verkehrt seit 2022 in der Sommersaison täglich zwischen Waldkirchen, Nové Údolí und dem Dreisessel.

## Ortsgliederung
Die Grundsiedlungseinheit Nové Údolí gehört zum Ortsteil Stožec und ist auch Teil des Katastralbezirks Stožec.

## Sehenswürdigkeiten

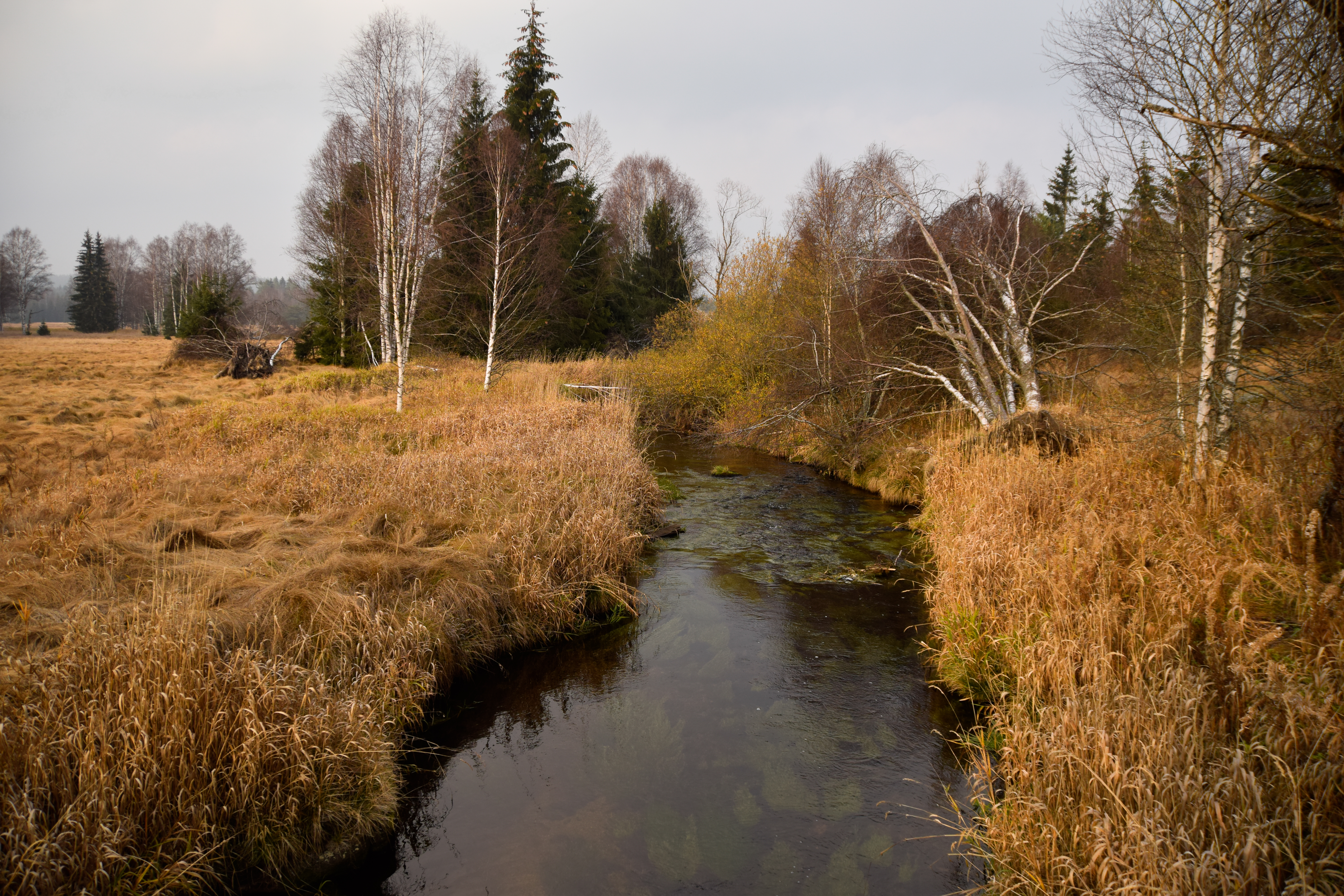
Bergmoorwiesen Spálený luh entlang der Kalten Moldau

- Museumsbahn Pošumavská jižní dráha, sie verkehrt auf einer Strecke von 105 m über den Ruttenbach/Údolský potok auf deutsches Gebiet
- Eisenbahnmuseum der Pošumavská jižní dráha, in drei alten Güterwaggons
- Naturdenkmal Spálený luh, die Bergmoorwiesen entlang der Kalten Moldau sind seit 1985 auf einer Fläche von 101 ha unter Schutz gestellt.
- Schwarzenbergscher Schwemmkanal, er nimmt drei Kilometer südlich von Nové Údolí in den Wäldern zwischen dem Spitzenberg und dem Dreisesselberg seinen Ursprung